# Eleições no Território Federal do Amapá em 1986
As eleições no território federal do Amapá em 1986 ocorreram em 15 de novembro como parte das eleições gerais em 23 estados e no território federal de Roraima. No presente caso, a Emenda Constitucional Número 22 determinou a eleição de quatro deputados federais para representar cada um dos territórios federais então existentes.

## Resultado da eleição para deputado federal
Conforme o Tribunal Superior Eleitoral, foram apurados 61.613 votos nominais (80,92%), 8.227 votos de legenda (10,81%), 1.471 votos em branco (1,93%) e 4.827 votos nulos (6,34%), resultando no comparecimento de 76.138 eleitores. Somando este número (90,15%) às 8.321 abstenções (9,85%), chegaremos a 84.459 eleitores inscritos.

### Aliança Liberal-Trabalhista
| Candidatos a deputado federal em 1986 | Partido | Votação | Percentual | Cidade onde nasceu    | Unidade federativa | Observações |
| Aníbal Barcelos                       | PFL     | 10.628  | 14,90%     | Campos dos Goytacazes | Rio de Janeiro     | [ 6 ]       |
| Geovani Borges                        | PFL     | 8.455   | 11,86%     | Mazagão               | Amapá              | [ 7 ]       |
| Eraldo Trindade                       | PFL     | 5.269   | 7,39%      | Macapá                | Amapá              | [ 8 ]       |
| Júlio Pereira                         | PDT     | 4.057   | 5,69%      | Macapá                | Amapá              | [ 9 ]       |
| Antônio Pontes                        | PFL     | 2.670   | 3,74%      | Amapá                 | Amapá              | [ 10 ]      |
| Dalton Lima                           | PFL     | 2.008   | 2,82%      | São Luís              | Maranhão           | [ 11 ]      |
| Raimundo Magalhães dos Santos         | PDT     | 579     | 0,81%      | Macapá                | Amapá              |             |
| Valdenor Guedes                       | PDT     | 438     | 0,61%      | Macapá                | Amapá              | [ 12 ]      |
| Fontes:                               |         |         |            |                       |                    |             |

### Chapa do PMDB
| Candidatos a deputado federal em 1986 | Partido | Votação | Percentual | Cidade onde nasceu | Unidade federativa | Observações |
| Raquel Capiberibe                     | PMDB    | 4.798   | 6,73%      | Afuá               | Pará               | [ 15 ]      |
| Jose Alcindo Furtado Abdon            | PMDB    | 4.242   | 5,95%      |                    |                    |             |
| Paulo Guerra                          | PMDB    | 3.806   | 5,34%      | Macapá             | Amapá              | [ 16 ]      |
| Adonias Freitas Trajano de Souza      | PMDB    | 3.731   | 5,23%      |                    |                    |             |
| Celso Saleh                           | PMDB    | 2.620   | 3,67%      |                    |                    |             |
| Clark Platon                          | PMDB    | 1.786   | 2,50%      | Santarém           | Pará               | [ 17 ]      |
| Fontes:                               |         |         |            |                    |                    |             |

### Chapa do PT
| Candidatos a deputado federal em 1986    | Partido | Votação | Percentual | Cidade onde nasceu | Unidade federativa | Observações |
| Lourival Freitas                         | PT      | 1.932   | 2,71%      | Macapá             | Amapá              | [ 18 ]      |
| Manoel Braga Pinto                       | PT      | 1.043   | 1,46%      |                    |                    |             |
| Francimar Pereira da Silva Santos Amorim | PT      | 995     | 1,40%      |                    |                    |             |
| Claudio Clayer de Oliveira Monteiro      | PT      | 730     | 1,02%      |                    |                    |             |
| Francisco Maurício de Sena Júnior        | PT      | 638     | 0,90%      |                    |                    |             |
| Pedro Ramos de Souza                     | PT      | 520     | 0,73%      |                    |                    |             |
| Fontes:                                  |         |         |            |                    |                    |             |

### Chapa do PTB
| Candidatos a deputado federal em 1986 | Partido | Votação | Percentual | Cidade onde nasceu | Unidade federativa | Observações |
| José Maria de Lima                    | PTB     | 96      | 0,14%      |                    |                    |             |
| Maurício Cezar de Souza Mescouto      | PTB     | 96      | 0,14%      |                    |                    |             |
| Antônio Serrão de Sales               | PTB     | 92      | 0,13%      |                    |                    |             |
| Maria de Jesus dos Santos             | PTB     | 30      | 0,04%      |                    |                    |             |
| Luiz Gonzaga da Silva                 | PTB     | 28      | 0,04%      |                    |                    |             |
| Geraldo Vale Ramos                    | PTB     | 17      | 0,02%      |                    |                    |             |
| Fontes:                               |         |         |            |                    |                    |             |

### Chapa do PCB
| Candidatos a deputado federal em 1986 | Partido | Votação | Percentual | Cidade onde nasceu | Unidade federativa | Observações |
| Raimundo Maciel de Araújo             | PCB     | 151     | 0,21%      |                    |                    |             |
| José Santana Neto                     | PCB     | 86      | 0,12%      |                    |                    |             |
| José Fernando de Medeiros             | PCB     | 72      | 0,10%      |                    |                    |             |
| Fontes:                               |         |         |            |                    |                    |             |

### Chapa do PDS
| Candidatos a deputado federal em 1986 | Partido | Votação | Percentual | Cidade onde nasceu | Unidade federativa | Observações |
| Alceu Paulo Ramos Filho               | PDS     | zero    | -          |                    |                    | [ nota 4 ]  |
| Fontes:                               |         |         |            |                    |                    |             |